# Daniello Bartoli
Daniello Bartoli (Ferrara, 12 febbraio 1608 – Roma, 13 gennaio 1685) è stato un gesuita, storico e scrittore italiano.

## Biografia
Daniello Bartoli nacque a Ferrara il 12 febbraio 1608, ultimo di tre figli di Tiburzio Bartoli e Ginevra Simeoni. Il padre, noto scienziato, aveva lavorato alla corte del duca Alfonso d'Este. Compì i primi studi nel collegio dei gesuiti di Ferrara. Nel 1623 fu accolto nel noviziato della Compagnia di Gesù a Novellara, presso Reggio Emilia. Completata la sua formazione retorica a Piacenza, compì il triennio di filosofia, dal 1626 al 1629, a Parma, dove rimase a insegnare retorica per altri quattro anni. Studiò teologia a Milano, nel 1634, al collegio gesuitico di Brera e nei due anni successivi a Bologna. Qui ebbe come maestro Giovanni Battista Riccioli, uno dei maggiori scienziati dell'Ordine, che più tardi, nella sua Chronologia reformata (1669), incluse il suo ex studente nel numero dei personaggi più insigni dell'epoca. Sotto la guida di Riccioli il giovane Bartoli condusse i suoi primi esperimenti sull'isocronismo dei pendoli, nella scia delle recenti scoperte galileiane. In seguito, trasferitosi a Roma e già nelle vesti ufficiali di storiografo dell'Ordine, Bartoli ebbe modo di adoperarsi più volte in favore dell'antico maestro, come nella polemica con il confratello Mario Bettini, il matematico bolognese autore degli Apiaria, accusato dal Riccioli di gravi inesattezze nei dati osservativi e nelle misurazioni sperimentali: in una lettera indirizzata al generale della Compagnia, richiesto di un parere, Bartoli intervenne nel merito della questione con severità, muovendo una serie di osservazioni critiche all'Appendix exfucatoria, edita nel 1653 dal Bettini per difendersi dalle censure del Riccioli, e prendendo decisamente partito a favore di quest'ultimo.
Risalgono agli anni del noviziato le prime suppliche del Bartoli, reiterate in seguito ma inutilmente, ai Superiori perché lo destinassero all'apostolato in India o in Giappone. Consci delle sue doti intellettuali i suoi superiori lo destinarono all'insegnamento e alla predicazione in varie regioni d'Italia. Fra il 1637 e il 1645 tenne con successo il quaresimale a Mantova, Modena, Parma e Bologna. Predicò inoltre a Ferrara, Firenze, Lucca, Genova, Torino, Roma, Napoli, Palermo e Malta. Nella riforma dell'oratoria sacra Bartoli precorse il suo più giovane confratello Paolo Segneri. Purtroppo le sue prediche manoscritte andarono perdute in un naufragio nel gennaio del 1646. Il 31 luglio 1643 professò i quattro voti a Pistoia, nelle mani del p. Curzio Alfieri, e due anni più tardi esordì nel mondo letterario con la pubblicazione dell'Uomo di lettere difeso ed emendato. Nel 1649 il generale della Compagnia di Gesù Vincenzo Carafa lo chiamò alla Curia Generalizia con l'incarico di storico della Compagnia in lingua volgare. A partire da quel momento Bartoli risiederà stabilmente a Roma, lavorando instancabilmente al colossale progetto di una storia complessiva dei gesuiti, l'Istoria della Compagnia di Gesù, che avrebbe coperto tutti i continenti e le singole nazioni dove questi avevano operato. Dal 1671 al 1673 fu Rettore del Collegio Romano, l'attuale Università Gregoriana, ma questa carica, tutt'altro che decorativa, gli portava via troppo tempo, sicché ben presto egli fu lasciato libero di tornare al suo tavolo di lavoro. Era ancora in piena attività quando lo colse la morte, il 13 gennaio 1685.

## Opere
Bartoli compose la maggior parte delle sue opere nel periodo trascorso a Roma. Esse sono numerosissime e di vario argomento: storiche, morali, agiografiche, grammaticali e scientifiche. Il suo capolavoro resta comunque l'Istoria della Compagnia di Gesù, un'opera monumentale in 27 libri che uscì nell'arco di una ventina di anni, dal 1650 al 1673. Il progetto complessivo dell'Istoria comprendeva quattro parti, una per ogni continente: Asia (otto libri, 1650: a parte fu pubblicata la Missione al gran Mogor del padre Rodolfo Aquaviva, 1653); Giappone (cinque libri, 1660); Cina (quattro libri, 1661); Europa (suddivisa in due parti: Inghilterra, sei libri, 1667, e Italia, quattro libri, 1673). A tutto ciò venne premessa un'imponente biografia del fondatore della Compagnia col titolo Della vita e dell'istituto di Sant'Ignazio in cinque libri che resta a tutt'oggi, sotto molti punti di vista, la migliore biografia del santo. In passato Bartoli è stato spesso accusato di essere uno storico poco attendibile e acritico, ragguardevole soltanto per la magnificenza dello stile e per la felice vena descrittiva. Studi recenti hanno rivalutato l'Istoria, dimostrando che il Bartoli ebbe presenti documenti di prima mano: in particolare sinologi e iamatologi apprezzano il Giappone e la Cina per la precisione e l'autenticità delle notizie fornite. Per la stesura della sua Istoria, infatti, Bartoli si giovò largamente delle relazioni dei missionari inviate dall'Oriente. In particolare ebbe accesso agli autografi delle relazioni e delle lettere del celebre missionario gesuita Matteo Ricci, rimaste inedite fino al Novecento. Alla monumentale Istoria si ricollega l'opera postuma Degli uomini e de' fatti della Compagnia di Gesù (Torino 1847).

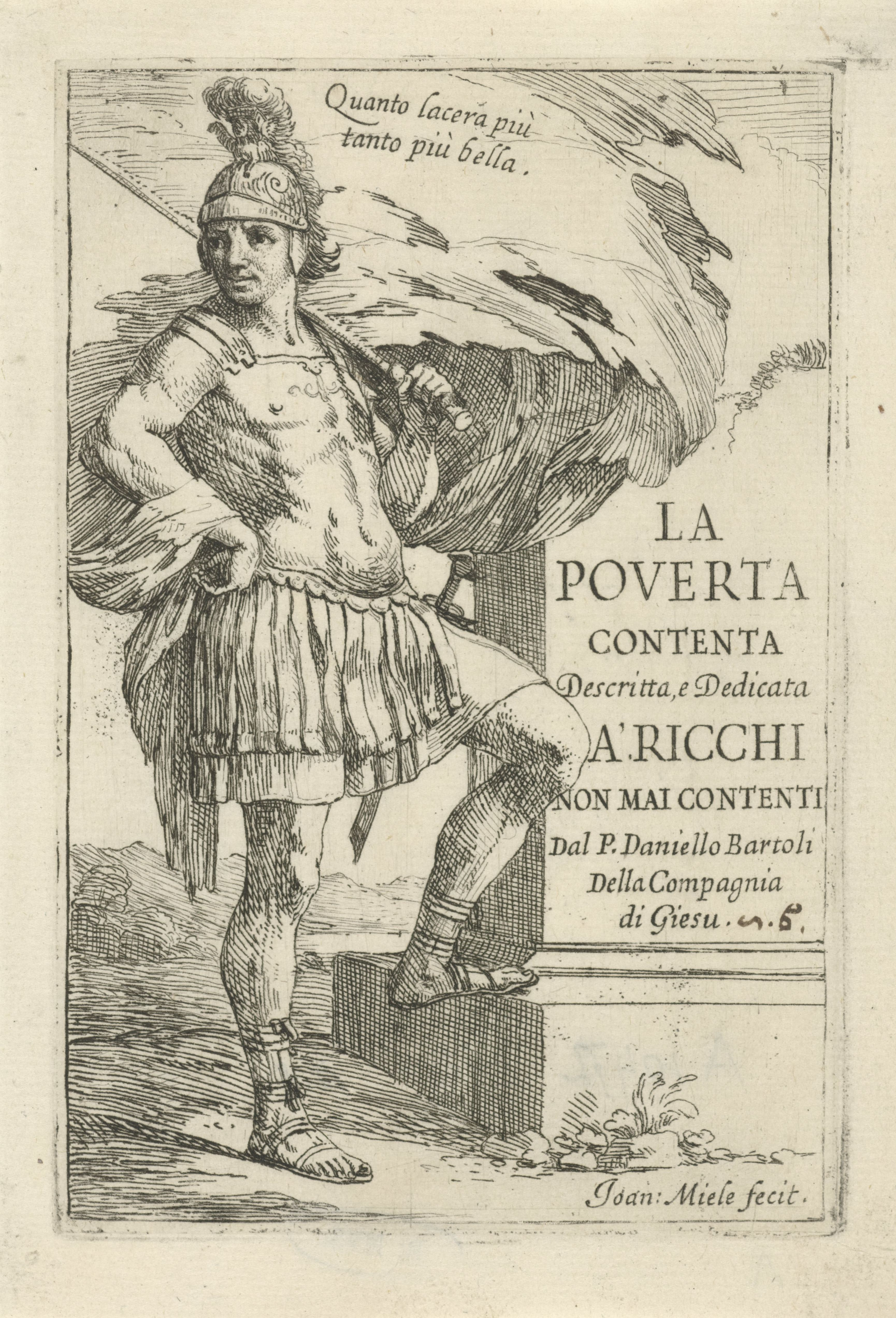
Daniello Bartoli, La povertà contenta, Roma, Manelfi, 1650

A intenti di carattere edificante e apologetico sono dedicate molte opere del Bartoli, come La povertà contenta (1650), La ricreazione del savio (1659), L'eternità consigliera (1660) e La geografia trasportata al morale (1664). Il fine che qui e altrove egli persegue è quello di educare l'uomo alla contemplazione del divino. Descrivendo nel dettaglio le meraviglie della natura, dalle foci del Nilo al minuscolo ragno saltatore, Bartoli invita il lettore a vedere nella creazione l'opera della provvidenza di Dio. L'amore per la natura lo spinse alla ricerca scientifica su problemi di astronomia e di fisica, e gli fece ammirare anche dopo la condanna il genio di Galileo, paragonandolo a Colombo per aver aperto nuove vie all'ingegno umano. Perfettamente a suo agio con la scienza moderna, Bartoli vede nelle nuove scoperte «la conferma dell'opera ordinatrice della Divinità, il sigillo palpabile della sua sapienza.» Abile astronomo osservativo, nel 1630, insieme al confratello Niccolò Zucchi, Bartoli fu il primo a osservare le fasce di Giove. Qualche anno più tardi, nel 1644, insieme al confratello Gerolamo Sersale, osservò tra i primi le macchie di Marte e l'aspetto cangiante di Saturno. In ambito scientifico Bartoli cercò di conciliare il metodo speculativo scolastico con quello sperimentale galileiano. La diffidenza aristotelica per i metodi matematici in filosofia naturale e la disposizione anticartesiana lo portavano a simpatizzare per la metodologia empiristica Inglese, conosciuta attraverso gli scritti di Robert Boyle e Robert Hooke annunciati dal Giornale de' Letterati di Roma. Le sue opere più importanti in campo scientifico sono i trattati Della tensione e della pressione (1677), Del ghiaccio e della coagulazione (1681) e i quattro trattati Del suono, de' tremori armonici e dell'udito (1679). Nel primo studiò la propagazione delle onde circolari sulla superficie dell'acqua, nel secondo descrisse le principali questioni sulla natura e propagazione del suono, nel terzo raccolse le osservazioni sulla risonanza negli strumenti musicali e in altri corpi, nel quarto discusse il problema della consonanza e quello dei suoni di altezze multiple di un suono dato, descrivendo infine l'anatomia e la fisiologia dell'udito. Insieme alle Speculationi di Musica del Mengoli, i trattati Del suono del Bartoli sono considerati il più importante trattato di acustica della seconda metà del Seicento Italiano. L'opera è il risultato di una lunga collaborazione tra Bartoli e altri scienziati gesuiti come Paolo Casati, Francesco Lana de Terzi e Tommaso Ceva.
Anteriore ad essi, anzi la sua prima opera a stampa, è il trattato di retorica L'uomo di lettere difeso ed emendato (1645), opera di enorme fortuna editoriale (oltre che in francese nel 1654, il volume fu tradotto in inglese nel 1660, in tedesco nel 1677, in spagnolo nel 1678 e in latino nel 1693), in cui Bartoli raccolse il frutto della sua lunga esperienza didattica. Nell'Uomo di Lettere Bartoli teorizza la posizione dell'intellettuale cattolico, il quale non deve rifiutare il rapporto con gli strumenti della cultura laica, bensì volgerli alla maggior gloria di Dio. Da ultimo sono da ricordare l'operetta Il torto e il diritto del non si può (1655, pubblicata sotto lo pseudonimo di Ferrante Longobardi) e il Trattato dell'ortografia italiana (1670), vere e proprie requisitorie contro l'intransigenza grammaticale e linguistica della Crusca e dei Cruscanti.
Tra il 1825 e il 1856 fu pubblicata a Torino per i tipi del Marietti l'edizione di tutte le Opere del Bartoli, in 39 volumi. Una buona antologia della massiccia opera apologetica del Bartoli è in Trattatisti e narratori del Seicento.

## Giudizio critico
A lungo considerato uno dei più grandi prosatori italiani, Bartoli era ammirato per la ricchezza del lessico, l'immaginazione colorita e la sapiente orchestrazione del periodo. Quest'ammirazione culminò nelle entusiastiche lodi che gli tributò Pietro Giordani, pur con gravi riserve circa l'efficacia morale dello scrittore. Secondo Monti nessuno meglio di Bartoli conobbe i segreti della lingua italiana. Il Bartoli è prosatore grandemente apprezzato ancora dai massimi scrittori del nostro Ottocento quali Leopardi, Tommaseo e Carducci. La reazione incominciò con la critica romantica e raggiunse il culmine con Ruggiero Bonghi e Luigi Settembrini, che negarono ogni valore storico e letterario all'opera del gesuita ferrarese. Francesco De Sanctis, con una nota di chiaro biasimo, definì Bartoli «il Marino della prosa» e gli negò sincerità e sentimento religioso. Cesare Cantù negò ogni valore alla sua opera storiografica, considerata un'accozzaglia di «racconti assurdi, miracoli accumulati, notizie false senza fiato di critica e di filosofia, onde come storico Bartoli non può che repudiarsi». L'opera di Bartoli è stata rivalutata dalla critica moderna, che ha mitigato, se non ribaltato, il giudizio fortemente riduttivo del De Sanctis. La sua prosa è stata accostata alle grandi produzioni dell'architettura, della scultura e, specialmente, della pittura barocca. «Più che Marino della prosa il Bartoli è da considerarsi pari nel virtuosismo al Bernini e ai barocchi Andrea Pozzo, Luca Giordano, Caravaggio, Baschenis.» È caduta anche l'accusa di freddezza del sentimento religioso: il padre Bartoli non ha il fervore degli asceti e dei grandi mistici; ma la saldezza delle sue convinzioni, una visione ottimistica del mondo, l'ammirazione per le bellezze della natura, animano quasi sempre le sue pagine, impreziosite da uno stile elegante e ricercato. Bartoli è oggi considerato uno dei maggiori esponenti di quell'umanesimo devoto che, riallacciandosi alla docta pietas dei primi umanisti, prende impulso dalla Riforma cattolica in quanto questa aveva riaffermato contro la riforma protestante la dignità intrinseca della natura umana, decaduta, ma non totalmente corrotta dal peccato originale.

### Edizioni moderne delle opere
- Opere del padre Daniello Bartoli della Compagnia di Gesù, Torino, 1825-1856, voll. 39 (la più accurata ristampa moderna di tutta l'opera del Bartoli);
- Opere, Firenze 1829-1837, voll. 50;
- Lettere edite ed inedite del padre Daniello Bartoli della Compagnia di Gesù e di uomini illustri scritte al medesimo, precedute da un Commentario della vita e delle opere del padre Daniello Bartoli, scritto da p. Giuseppe Boero, Bologna 1865;
- Quattro lettere di Daniello Bartoli, a cura di Giuseppe Campori, ibid. 1868;
- Lettere inedite di Daniello Bartoli a Leonardo Cominelli, a cura di Guido Bustico, Genova 1910;
- L'uomo al punto, cioè l'uomo al punto di morte, introduzione e note di Adolfo Faggi, Torino 1930;
- L'uomo al punto..., ibid. 1935;
- Dell'ultimo e beato fine dell'uomo, ibid. 1936;
- Scritti vari di Daniello Bartoli, a cura di Michele Rigillo, Milano 1939;
- La Missione al Gran Mogor, a cura di Giulio Marzot, ibid. 1945;
- La Missione al Gran Mogor, a cura di Luciano Anceschi, ibid. 1946;
- Scelta di opere, in Trattatisti e narratori del Seicento, a cura di Ezio Raimondi, Milano-Napoli 1960, pp. 315–649.
- Giappone. Istoria della Compagnia di Gesù, Milano, Spirali, 1985.
- Daniello Bartoli, La Ricreazione del savio, a cura di Bice Mortara Garavelli, premessa di Maria Corti, Collezione Scrittori italiani della Fondazione Pietro Bembo, Parma, Ugo Guanda Editore, 1992.
- Istoria della Compagnia di Gesù. Dell'Italia, scelta a cura di Marino Biondi, Milano, Ponte alle Grazie, 1994.
- La Cina, Milano, Bompiani, 1997, ISBN 88-45-230-08-2.
- Missione al Gran Mogòr, Roma, Salerno Editrice, 1998.
- Il torto e 'l diritto del non si può (dato in giudicio sopra molte regole della lingua italiana), a cura di Sergio Bozzola, Collezione Scrittori italiani della Fondazione Pietro Bembo, Parma, Ugo Guanda Editore, 2009.
- Istoria della Compagnia di Gesù. L'Asia, 2 voll., Introduzione di Adriano Prosperi, contributi di Elisa Frei, a cura di Umberto Grassi, Collezione i millenni, Torino, Einaudi, 2019, ISBN 978-88-062-2837-8. [edizione integrale della descrizione del continente asiatico]